# Václav Trojan
Václav Trojan (født 24. april 1907 i Plzeň - død 5. juli 1983 i Prag, Tjekkiet) var en tjekkisk komponist, organist, dirigent og lærer.
Trojan studerede orgel, direktion på Musikkonservatoriet i Prag, og komposition senere på samme skole hos Josef Suk, Vitezslav Novak og Alois Haba. Han underviste senere i komposition på Akademiet i Prag, og Tjekkisk Radio. Trojan har skrevet en sinfonietta, scenemusik, filmmusik, orkesterværker, kammermusik, vokalmusik etc.

## Udvalgte værker
- Harmonisk Sinfonietta (1970) - for kammerorkester
- Kejserens Nattergal (1957) - for orkester